# 堀口清
堀口 清（ほりぐち きよし、1903年（明治36年）7月12日 - 1991年（平成3年）4月16日）は、日本の剣道家。段位は全日本剣道連盟 剣道範士九段。居合道範士九段（英信流）。杖道範士。警視庁剣道名誉師範。

## 経歴
群馬県邑楽郡梅島村（現・明和町）新里に生まれる。
小学校入学前から、梅島尋常高等小学校で剣道を教えていた祖父・要吉および群馬師範出身の父・兼太郎から剣道の手ほどきを受ける。
1921年 専修商業学校（現：専修大学）の夜間部に通いながら、修道学院、小沢愛次郎の盈進塾興武館にて剣道に励む。
1924年 警視庁に奉職。神楽坂署へ配属となる。
1928年1月 神楽坂署担当師範だった堀田捨次郎から大刀を頂戴し居合を始める。
1928年12月 斎村五郎に入門を許され警察で稽古に励む一方、斎村が師範を務める国士館（現：国士館大学）の朝稽古にも通うようになる。
1954年 第一回全国東西対抗試合に東軍大将として出場
1964年 警視庁剣道指導室の初代主席師範に昇任。同年警察功績章を授与され、のちに警視庁剣道名誉師範となる。1967年勇退。
1976年 第3回世界剣道選手権大会に審判長として参加。
1987年 武道功労者として日本武道協議会より表彰される。